# Castel Sant'Elmo
El Castel Sant’Elmo es un castillo medieval, hoy destinado a museo, situado en la colina del Vomero, en la ciudad italiana de Nápoles.
Surge en el lugar denominado en la antigüedad Paturcium, donde, a partir del siglo X, estuvo una iglesia dedicada a San Erasmo, que pasó a Eramo, Ermo y luego Elmo. Este poderoso edificio, el castillo más extenso de la ciudad, en parte cavado en la roca viva (toba volcánica amarilla napolitana), procede de una torre de observación normanda llamada Belforte. Por su importancia estratégica, la posesión del castillo siempre ha sido muy ambicionada: desde su posición (250 m s. n. m.) se puede controlar toda la ciudad, el golfo y las calles que conducen a Nápoles desde las alturas en los alrededores.
Hoy el castillo es sede del "Museo Napoli Novecento 1910-1980" y de varias exhibiciones temporales, ferias y manifestaciones: de 1998 hasta 2011, durante la primavera, ha sido la sede del Salón Internacional del Cómic "Napoli Comicon".

## Historia

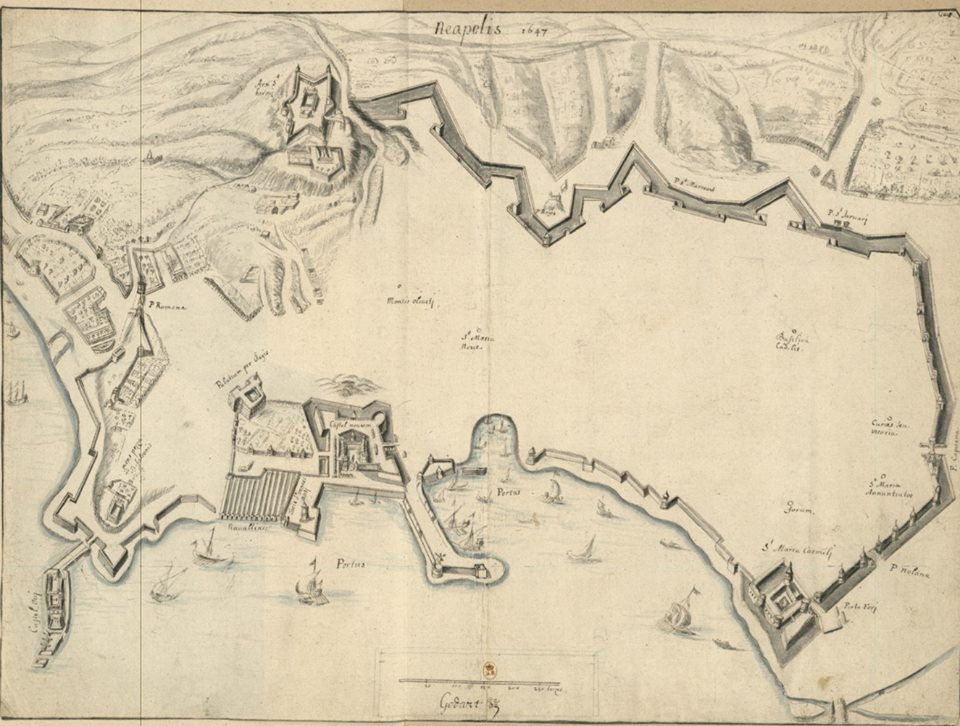
Planta de las murallas de Nápoles (1647), con Castel Sant'Elmo arriba a la izquierda.

Las primeras noticias históricas sobre el castillo se remontan a 1329, cuando el rey de Nápoles de  Roberto I ordenó al regente de la Vicaria Giovanni de Haya la construcción de un edificio, el Palatium castrum, sobre la cumbre de la colina de Sant'Erasmo. Los arquitectos encargados de la obra fueron Francesco de Vico y Tino di Camaino; a la muerte de este último, en 1336, le sucedió Attanasio Primario y luego, en 1340, Balduccio de Bacza. Los trabajos se completaron en 1343 bajo el reinado de Juana I.
El castillo ha tenido una larga historia de asedios: en enero de 1348, después del feroz homicidio de Andrés I, tuvo su bautismo de fuego con el asedio por parte de Luis I de Hungría, llegado a Nápoles para vengar al hermano, cuya matanza se atribuyó a su esposa Juana I. Después de la rendición de la reina, el castillo fue ocupado por Carlos de Durazzo.
En 1416, la reina Juana II lo vendió por 10.500 ducados a Alfonso V de Aragón. El castillo fue un objetivo militar cuando franceses y españoles se disputaron el Reino de Nápoles.  El virrey español don Pedro de Toledo lo hizo reconstruir en 1537 por requerimiento del emperador Carlos V. Las obras fueron encargadas al arquitecto valenciano Pedro Luis Escrivá, que fortificó la entera altura de San Martino: aún hoy, una placa de mármol lo conmemora.
En 1587, la caída de un rayo sobre el polvorín destruyó la mayor parte del castillo, matando a 150 personas y causando daños al resto de la ciudad.
Sucesivamente fue transformado en una cárcel, donde fueron prisioneros, entre otros, el filósofo Tommaso Campanella (desde 1604 a 1608), y Giovanna de Capua, princesa de Cuenca, en 1659.
En 1647, durante la revolución de Masaniello, fue el refugio del virrey  Rodrigo Ponce de León, duque de Arcos, mientras que el pueblo intentaba en vano apoderarse del castillo: la fortaleza resistió los asaltos, bombardeando la ciudad.

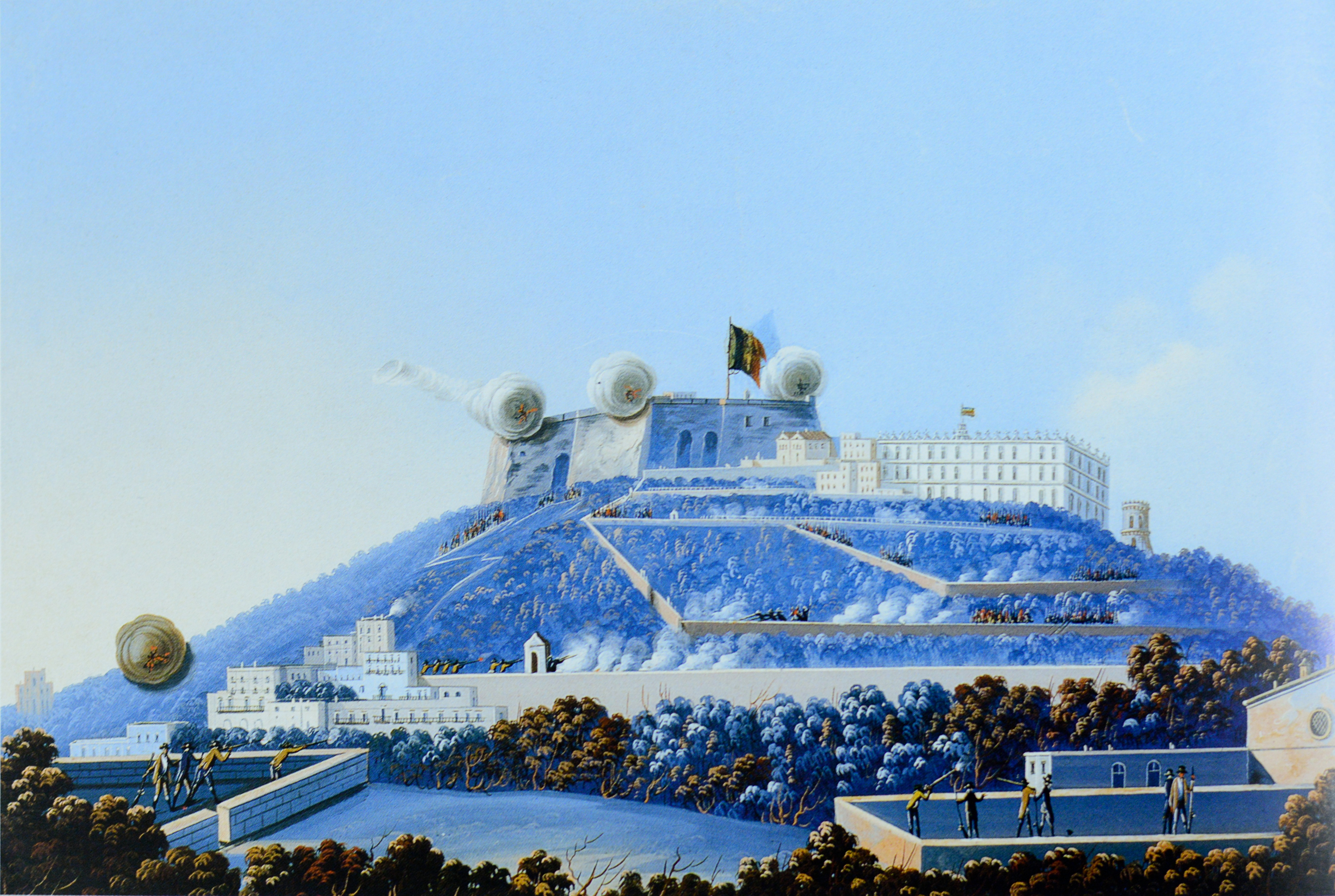
Asedio al castillo en 1799.

En 1707, fue asediado por los austríacos; en 1734 por  Carlos III, rey de Nápoles y futuro soberano de España. Al tiempo de la Revolución francesa, por la cárcel pasaron algunos patriotas filo-jacobinos como Mario Pagano, Giuliano Colonna, Gennaro Serra di Cassano, Ettore Carafa.
Durante los motines de 1799, el Castel Sant'Elmo fue tomado por el pueblo y luego ocupado por los republicanos, que el 21 de enero plantaron ahí el primer árbol de la libertad y dos días después levantaron la bandera de la República Napolitana. A la caída de la República en el castillo fueron encerrados Giustino Fortunato, Domenico Cirillo, Francesco Pignatelli di Strongoli, Giovanni Bausan, Giuseppe Logoteta, Luisa Sanfelice y muchos otros.
Durante el Risorgimento, fueron prisioneros el general Pietro Colletta, Mariano d'Ayala, Carlo Poerio y Silvio Spaventa. Fue destinado a ser cárcel militar hasta el principio de los años 1960. Después de años de obras para restaurarlo, fue abierto al público el 15 de mayo de 1988.

## Arquitectura

### Interior

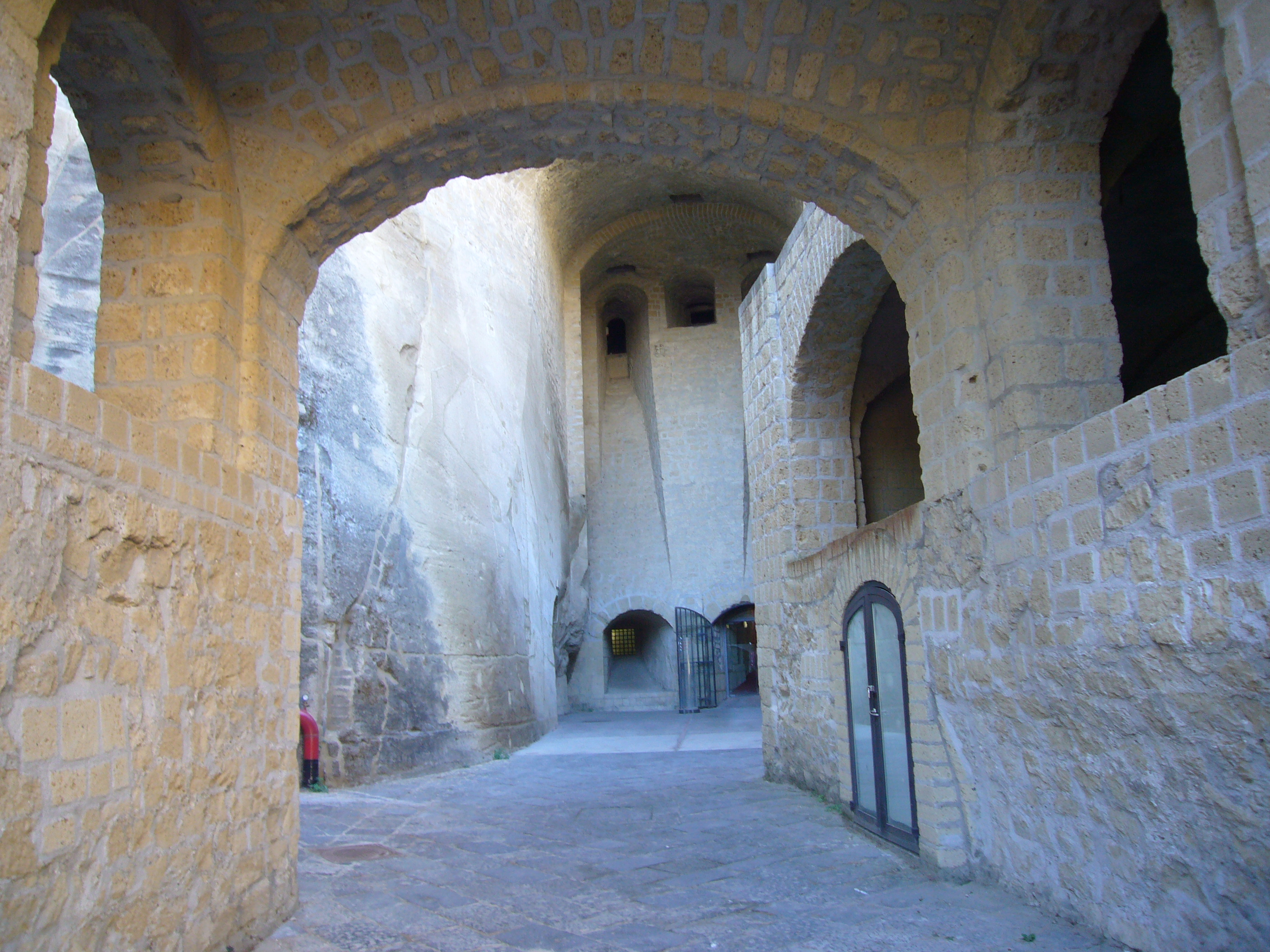
Interior.

El castillo representa uno de los más significativos ejemplos de arquitectura militar del siglo XVI. Escrivá concibió una planta estelar de seis puntas que avanzan veinte metros respecto a la parte central y colocó, en lugar de los tirantes, enormes cañoneras abiertas en los rincones entrantes. Esta insólita estructura militar sin torreones, que suscitó muchas críticas al momento de la edificación, ha resultado muy funcional en los años. Rodeada por un foso, era dotada de una cisterna por el abastecimiento del agua. Antes del foso surge una pequeña iglesia dedicada en 1682 por los españoles a Nuestra Señora del Pilar.

### Exterior

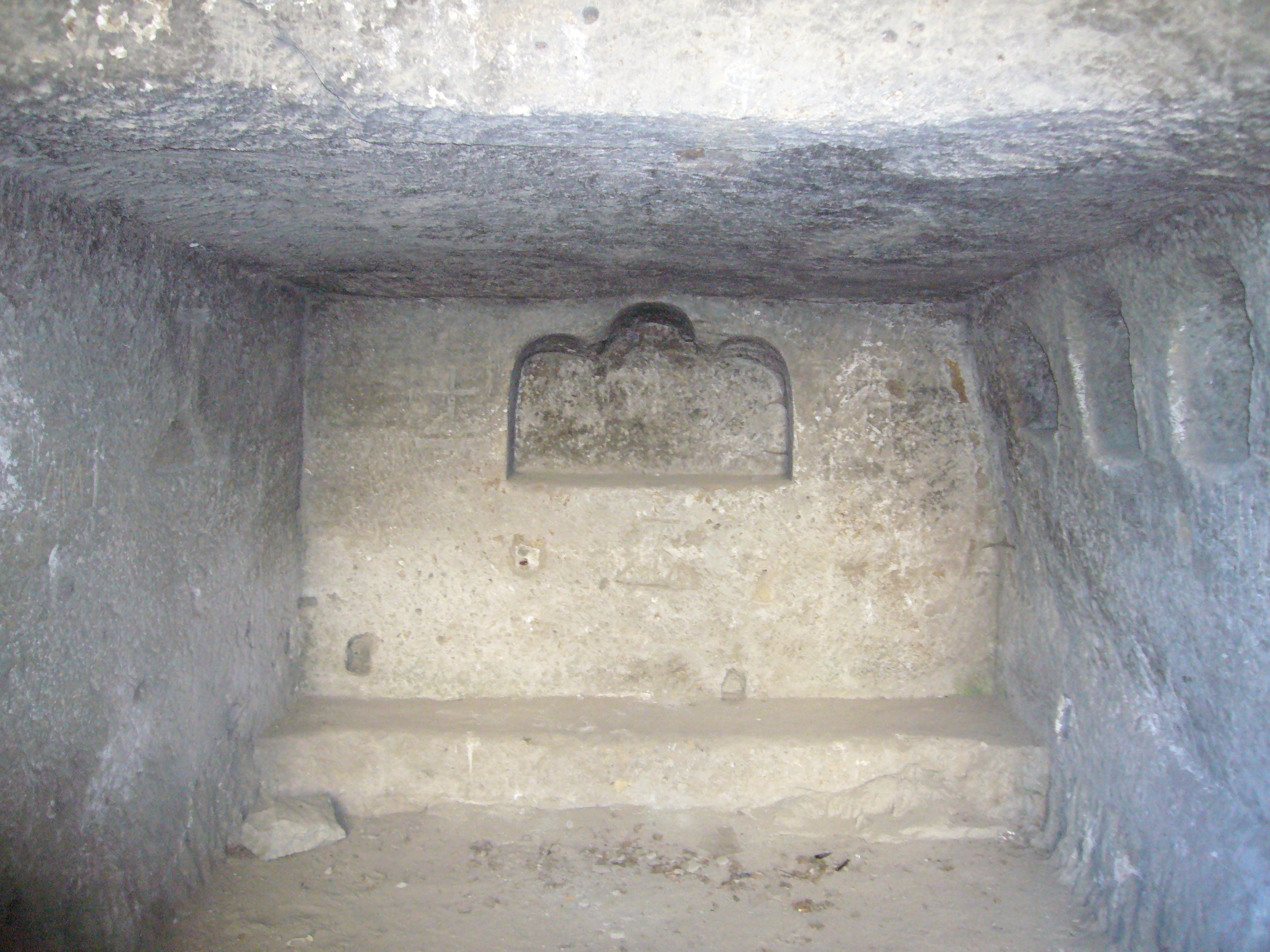
Gruta del ermitaño.

Para acceder dentro del castillo, hace falta recorrer una rampa empinada y atravesar un puentecillo flanqueado por paredes laterales en las que se abren doce aspilleras por cada lado. Después del puentecillo hay la Grotta dell'eremita (Gruta del ermitaño), una cueva que, según la tradición, habría hospedado en tiempos antiquísimos a un anacoreta.

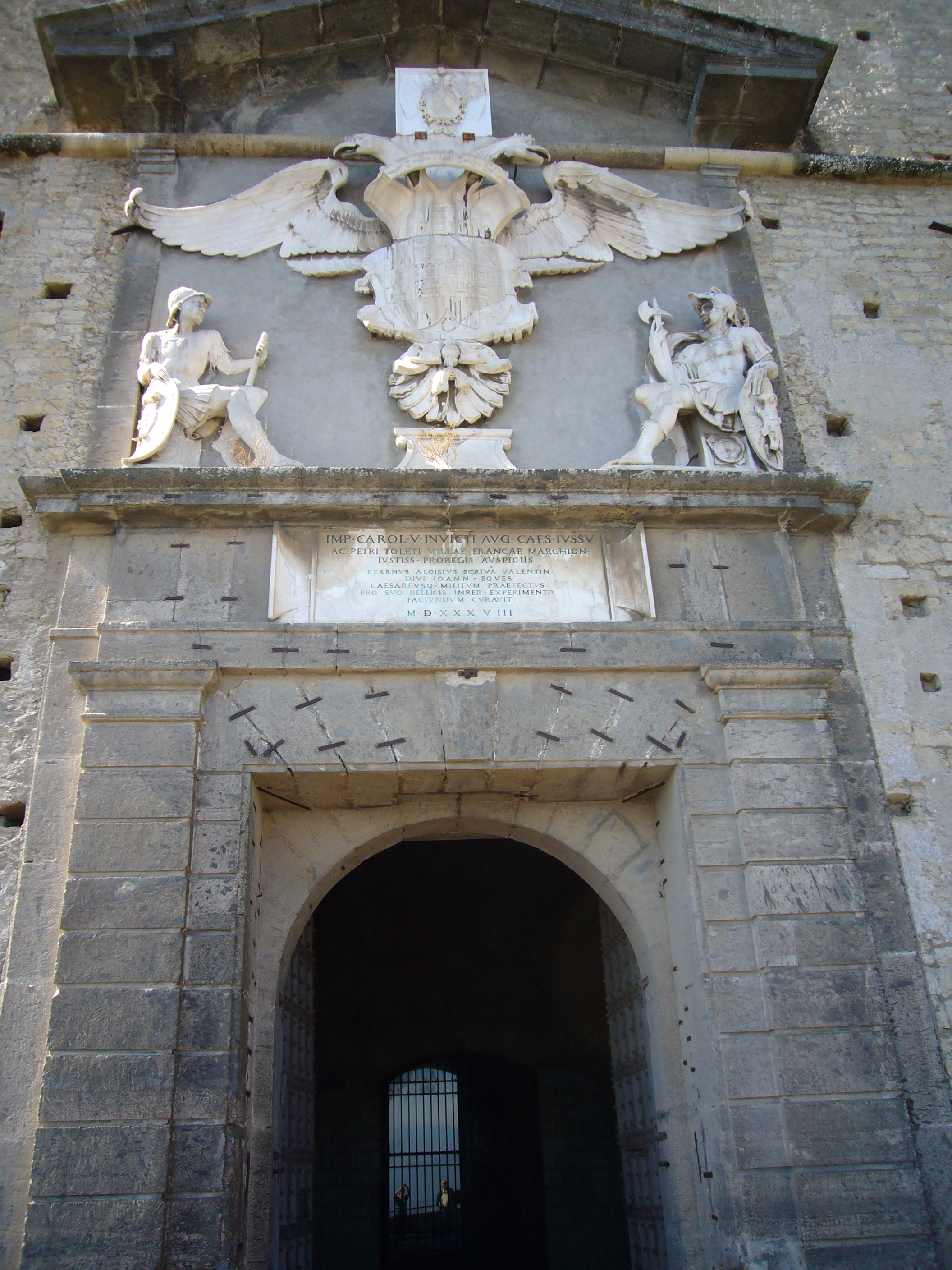
El portal con el escudo imperial de Carlos V.

Sobre el portal en roca piperno destaca el escudo imperial de Carlos V, con el águila bicéfala y una inscripción de mármol que recuerda su reino y el período virreal de Pedro de Toledo. Siete aspilleras aseguraban la defensa a los guardias del puente levadizo, en caso de ataque antes de que lograran cerrar el puente.  
En la entrada, a la  izquierda, fue colocada en edad napoleónica una reja de guillotina realizada en el estilo de la época. Después de este segundo ingreso inicia la rampa final de entrada al castillo: en la segunda curva se abre, a la derecha, una amplia ventana que se asoma sobre la ciudad y el casco antiguo. Más adelante, a la derecha, un portal en toba y piperno introduce en los locales destinados a cárcel.
A la izquierda de esta zona, se puede notar otro local con una amplia ventana, igualmente destinado a prisión, del cual se ve la cárcel de los presos comunes. A la derecha de la zona de aire hay una ancha escalera que lleva a otras dos celdas y a la cárcel común. A la izquierda de la celda de Luisa Sanfelice se encuentran los servicios para los presos. Volviendo atrás y siguiendo se encuentran siete amplias arcadas: la primera se asoma sobre el Golfo de Nápoles, las otras dominan el casco antiguo. Antes de la Plaza de Armas, a la izquierda, tres espaciosas aberturas permiten admirar el panorama desde Capodichino a Capodimonte y la colina de Camaldoli.

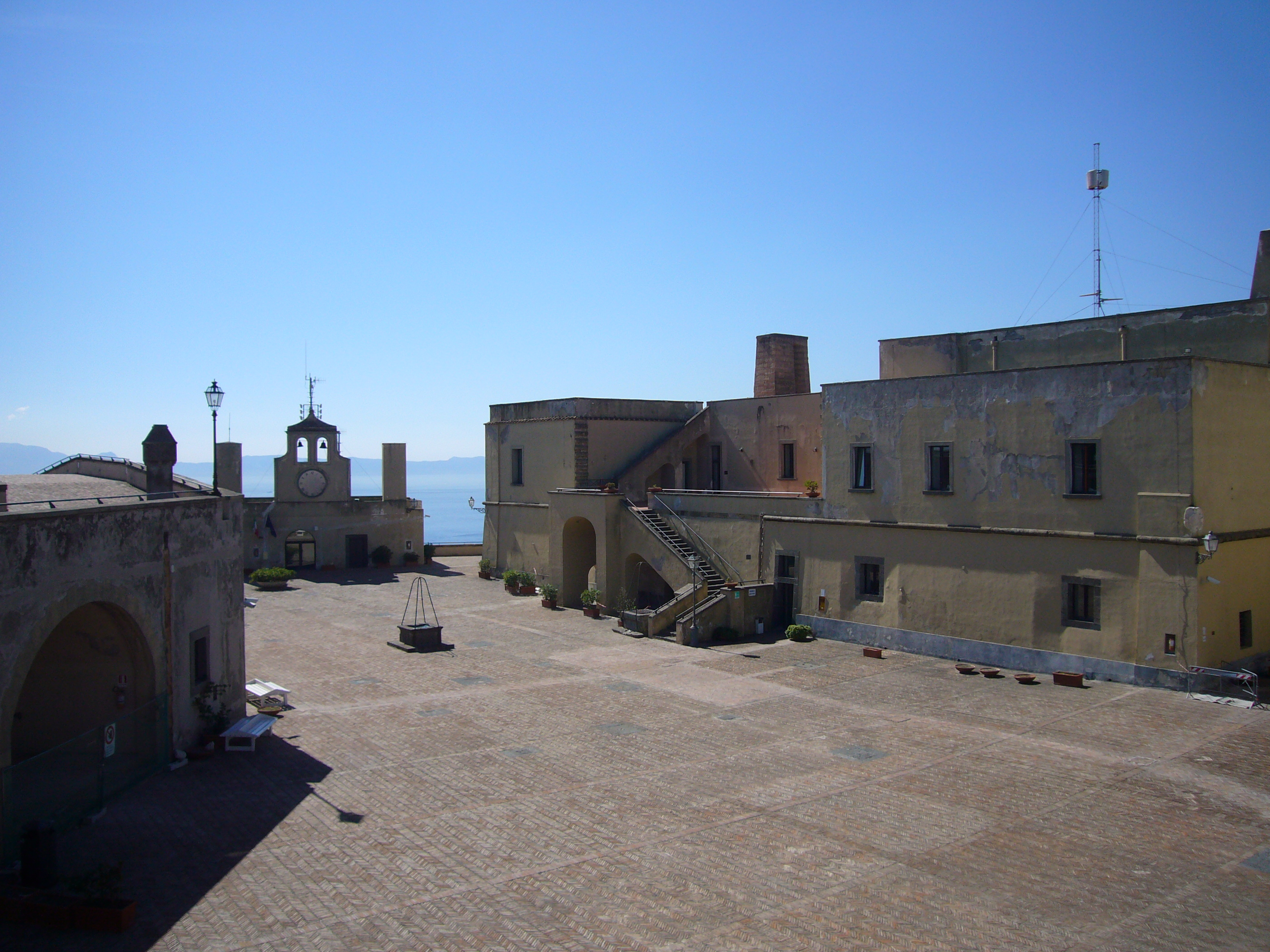
Plaza de Armas.

En la Plaza de Armas, se levanta la Torre del Castellano: los locales que la componen representan lo que queda del alojamiento del comandante y del personal del castillo. La pavimentación de la plaza se remonta a la época de la construcción. Debajo de la Plaza hay dos enormes cisternas para segurar el suministro de agua a la guarnición en caso de asedio. A la izquierda de la torre hay una pequeña rampa que conduce a una terraza dando sobre la parte occidental de la ciudad. Continuando, a la izquierda, se ingresa a los locales destinados a prisión militar desde 1915.

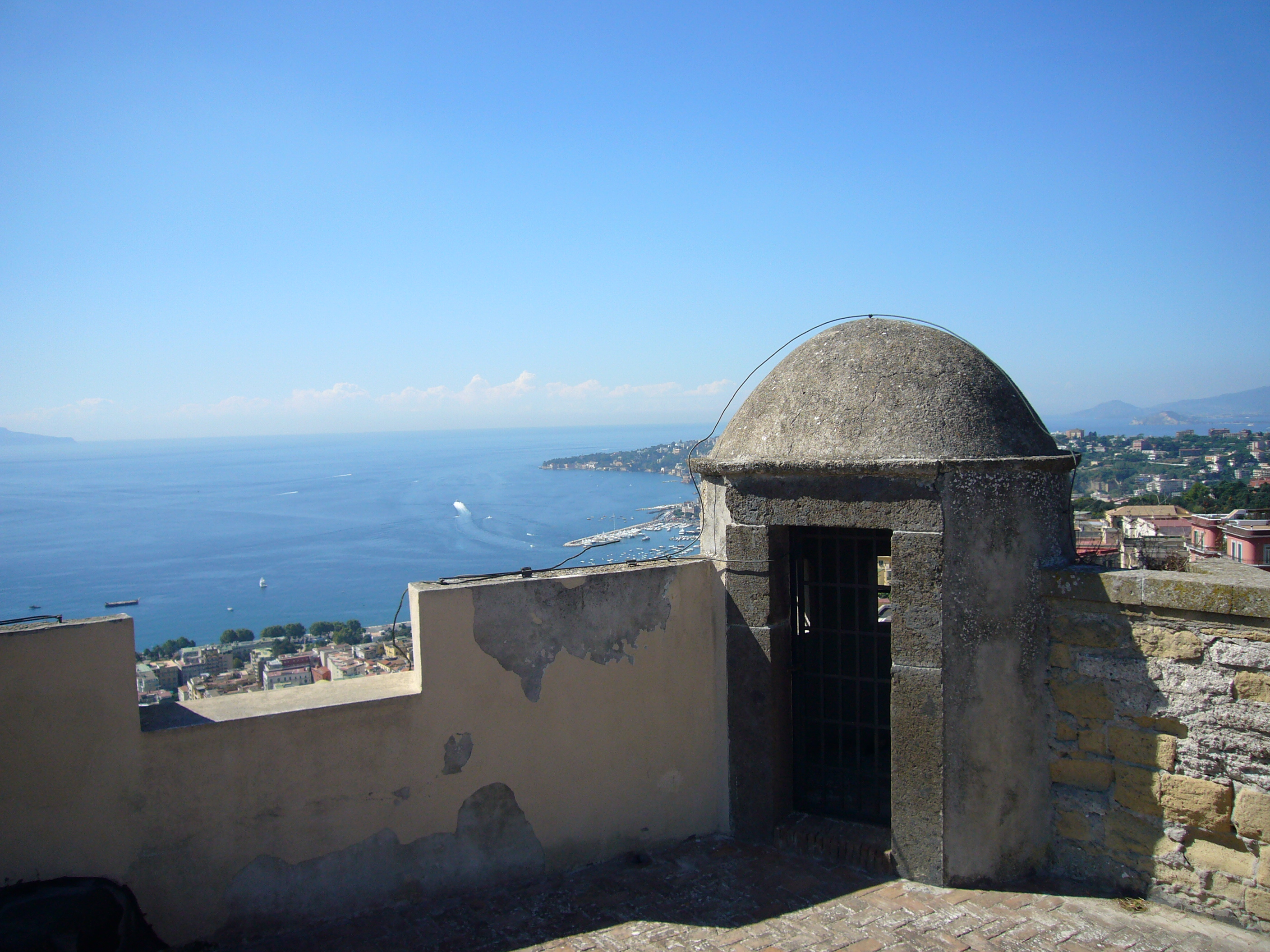
Garita.

En el espesor de las paredes, en época moderna, fue instalado un tanque de agua por la capacidad de 400 metros cúbicos para alimentar la zona del Vomero. En el rincón externo de este paseo, una garita de época borbónica en piperno domina la zona entre el Cabo de Posillipo, la isla de Nisida, Cabo Miseno y toda la zona Flegrea.

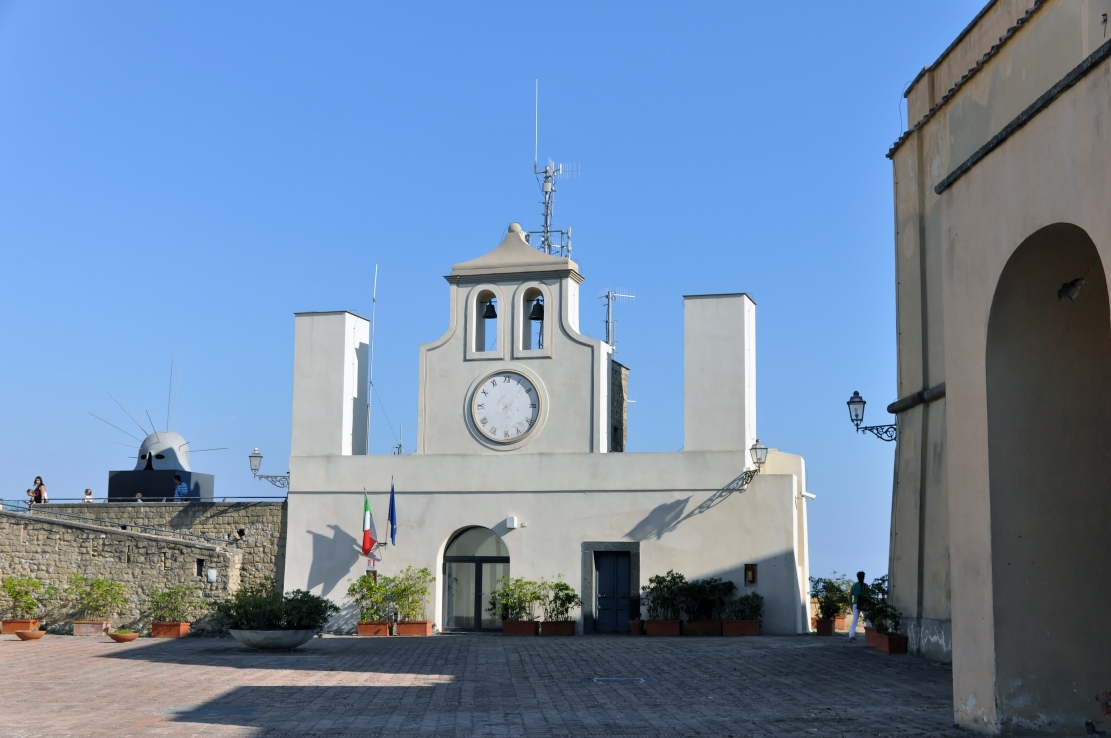
Iglesia de Sant'Erasmo.

En la grande plaza, surge una pequeña iglesia dedicada a San Erasmo, erigida por el arquitecto español Pietro Prati en 1547. Posteriormente, la estructura fue remodelada por Domenico Fontana. En el interior posee un pavimento de mayólica y terracota, típico de la artesanía napolitana. Detrás del altar hay la tumba del castellano don Pedro de Toledo y las piedras tumbales de otros castellanos como Martino Galiano, Giovanni Buides (1721) y Francisco Vasquez (1776). 
A la izquierda se encuentra un espacioso local, sacado en tiempos recientes sin alterar las estructuras originarias del castillo. Actualmente, está destinado a sala de congresos.

## Museo Napoli Novecento 1910-1980

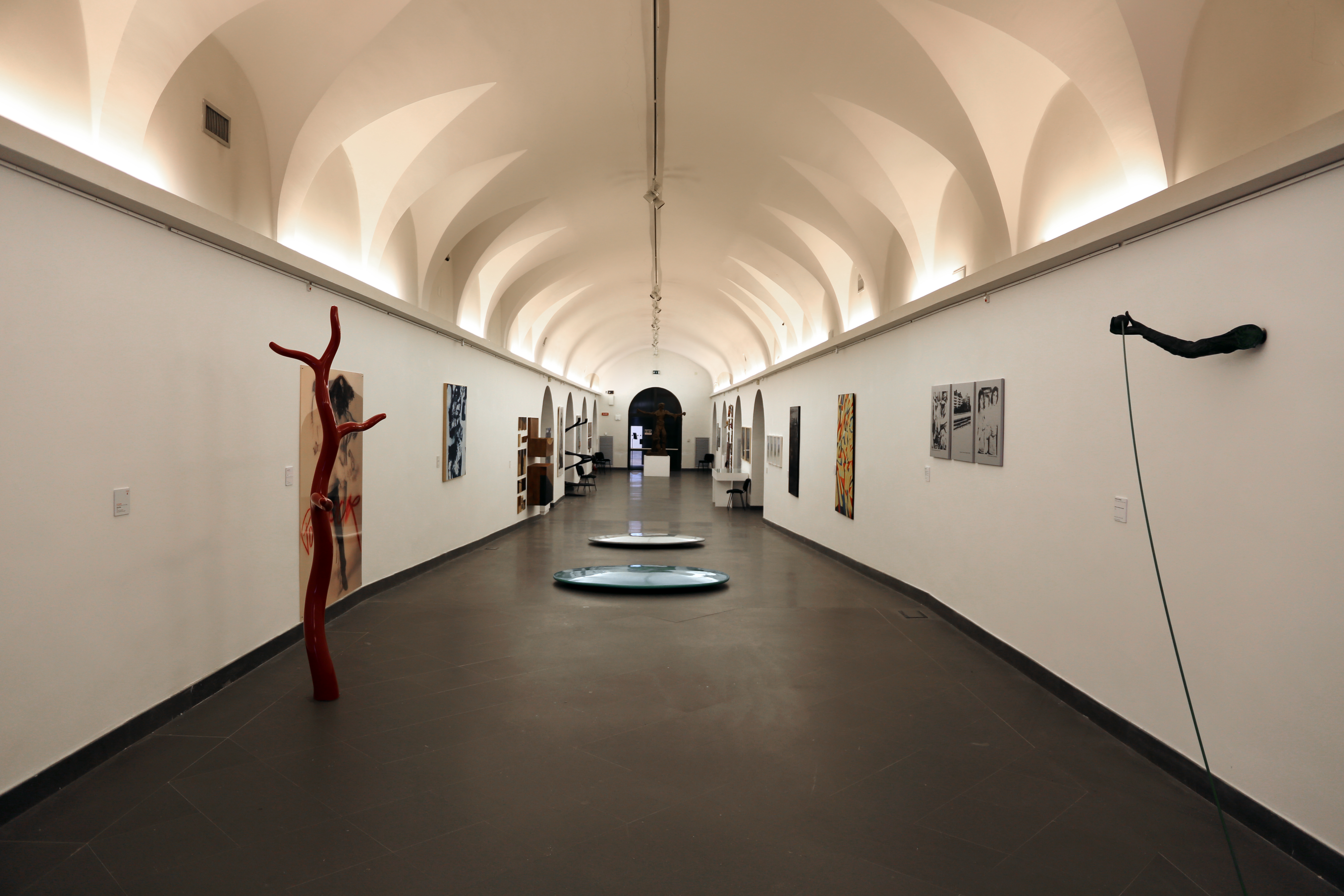
El museo.

El museo, ubicado en el interior de Castel Sant'Elmo, expone alrededor de 170 obras (esculturas, pinturas, obras gráficas), realizadas, principalmente, por artistas nativos de Nápoles o relacionados con la ciudad, en un horizonte temporal que va de 1910 a 1980. La disposición en orden cronológico ofrece un panorama sobre el desarrollo artístico del siglo XX en Nápoles, incluyendo movimientos como el futurismo y el neorrealismo.
Entre los autores de las obras expuestas, destacan artistas como Enrico Baj, Giuseppe Capogrossi, Renato De Fusco, Vincenzo Gemito, Antonio Mancini, Filippo Tommaso Marinetti o Mimmo Paladino.

## Galería de fotos

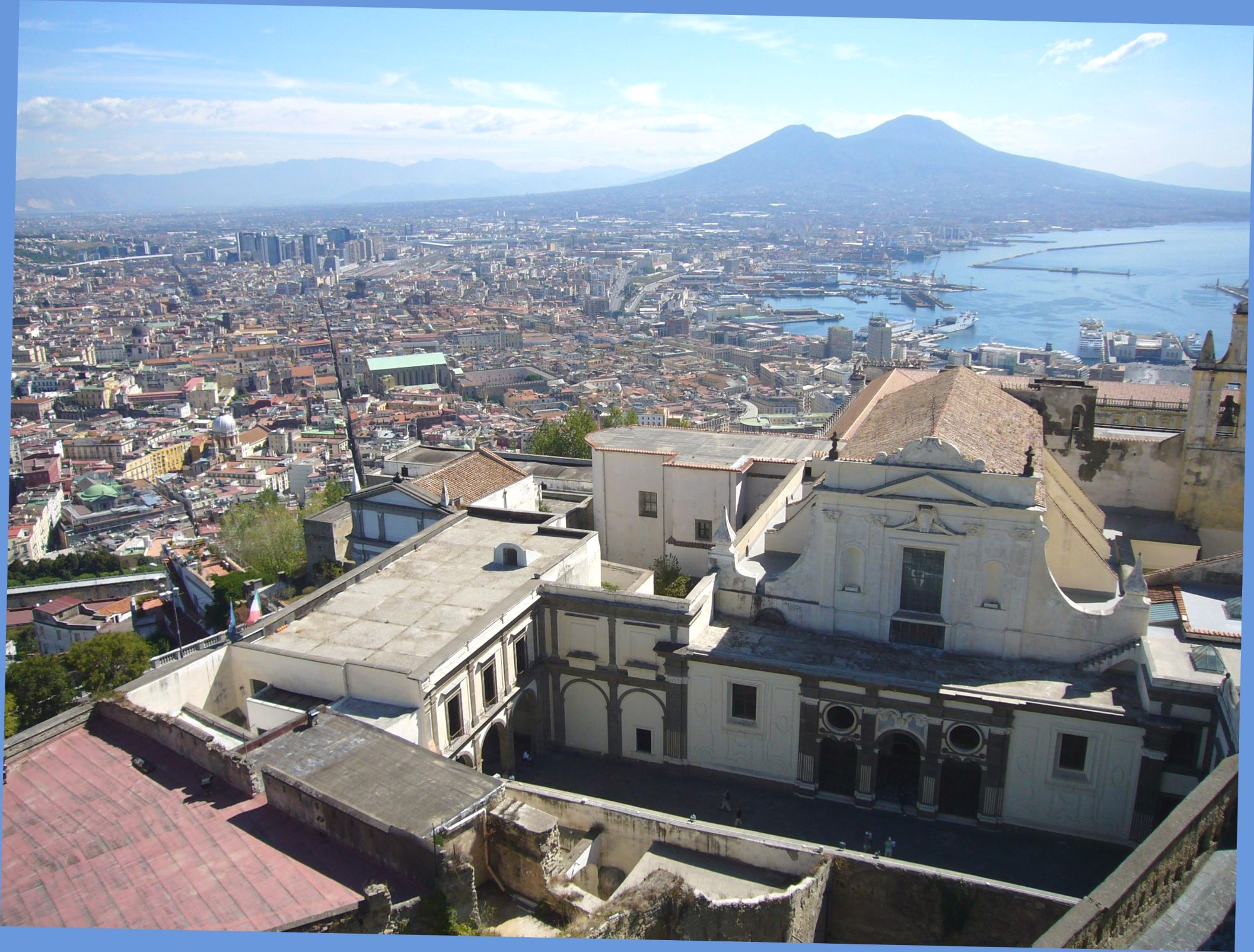
Cartuja de San Martino, puerto y Vesubio desde el castillo.
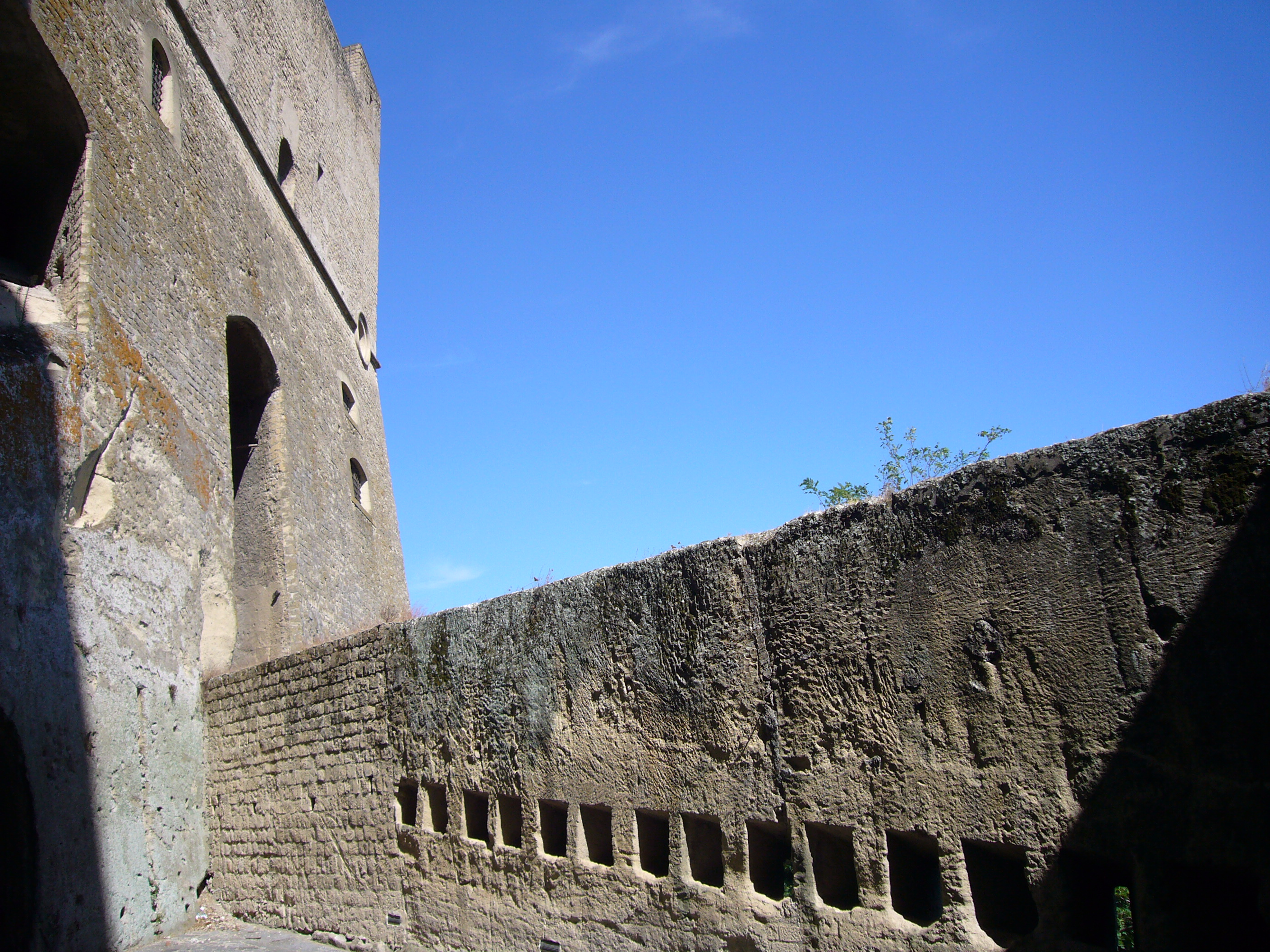
Aspilleras.
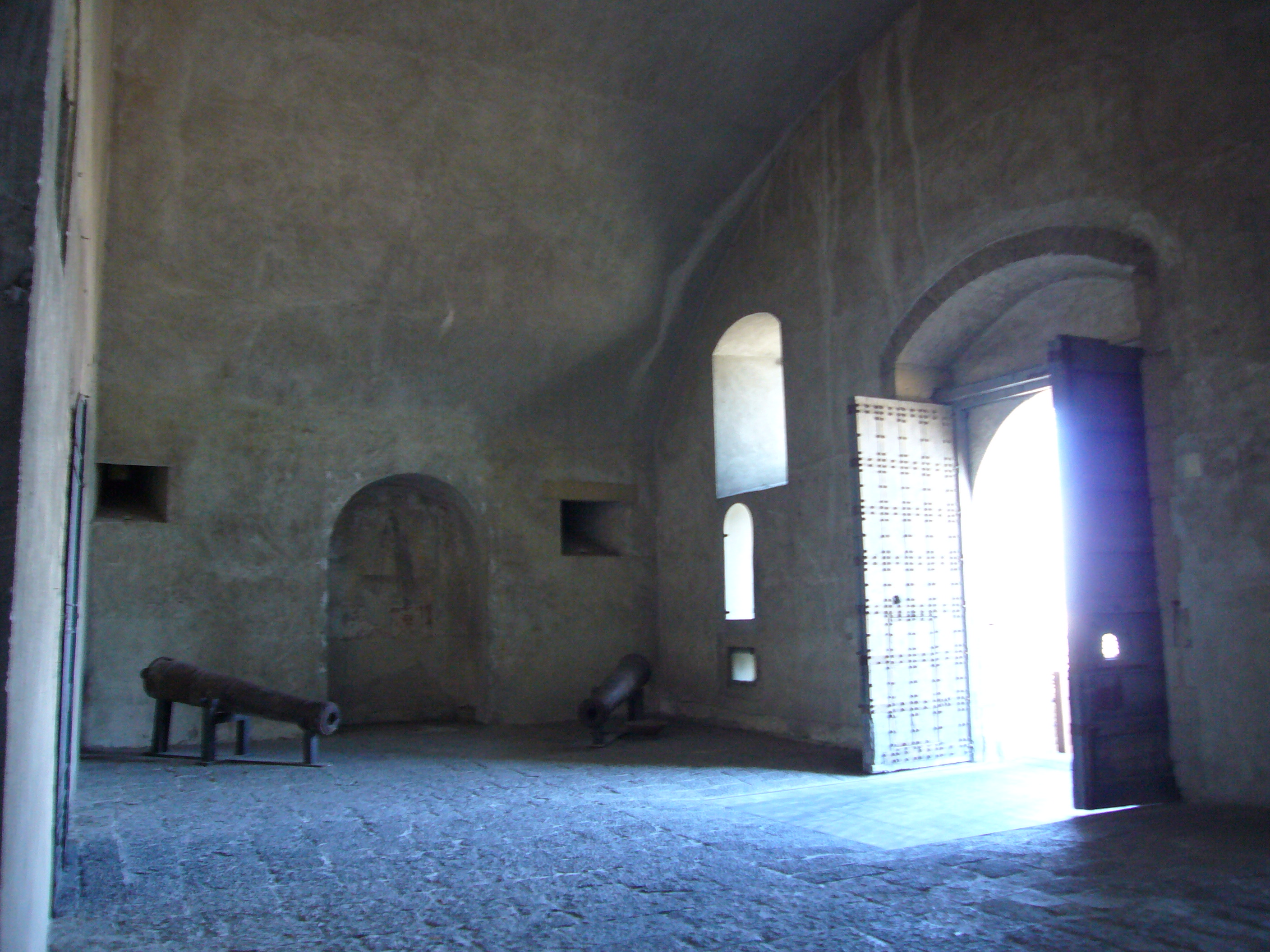
Zaguán de la entrada.
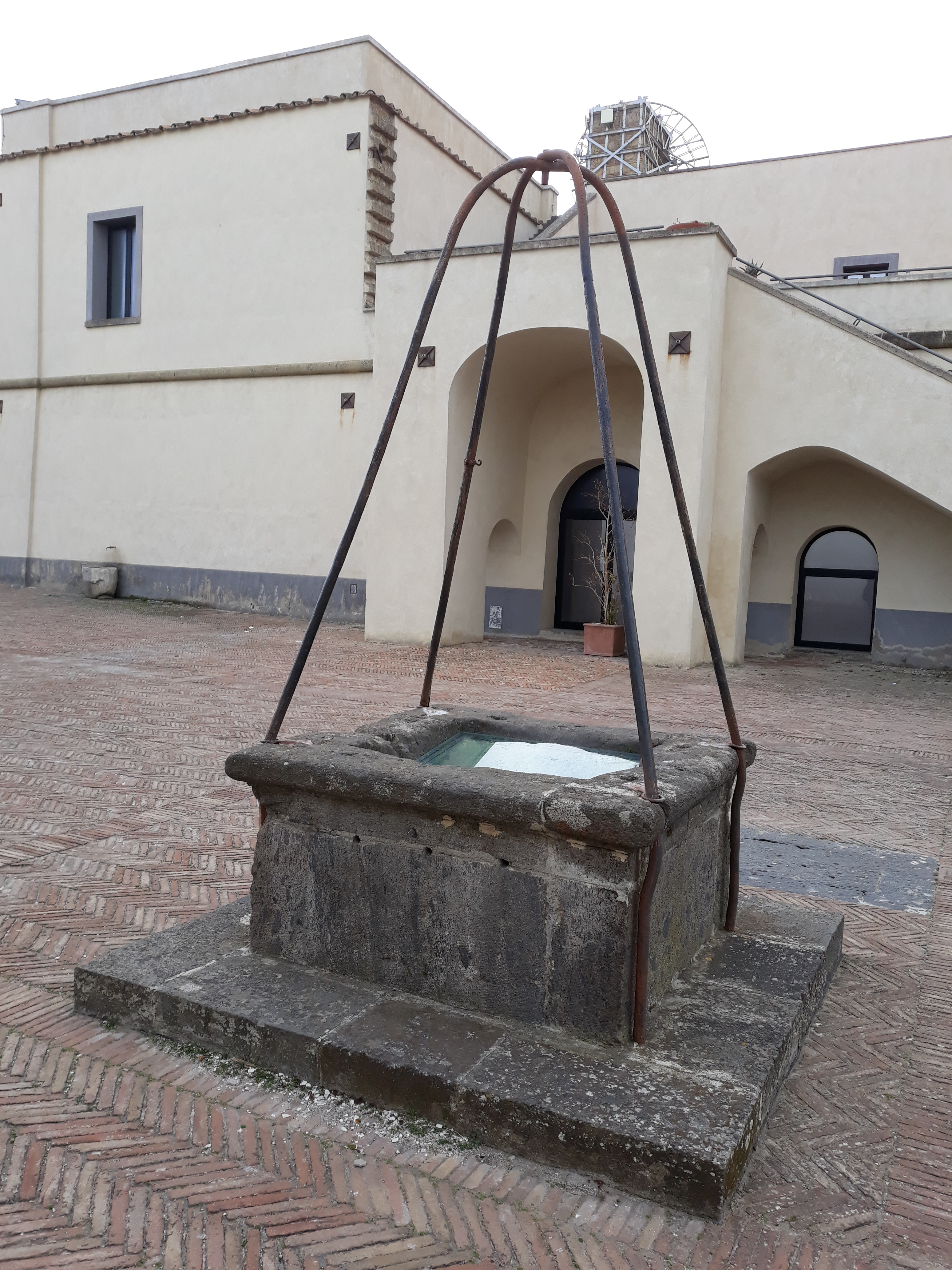
Pozo.
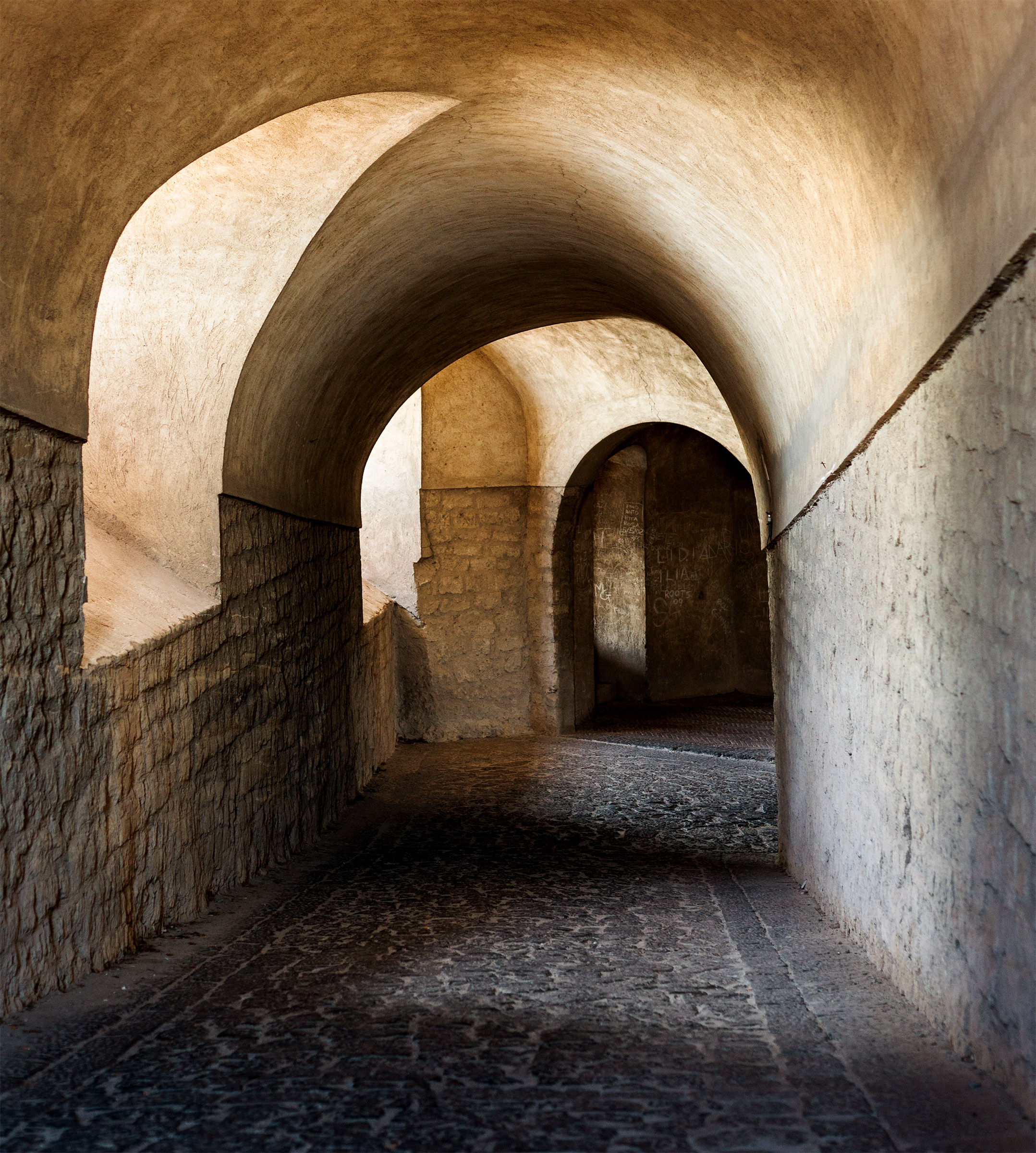
Túnel.